# Заревич, Фёдор Иванович
Фёдор Иванович Заревич (1835—1879) — украинский писатель.
Сын священника; учился в гимназии, откуда был исключен за «аспирации руськи». В 1862 редактировал журнал «Вечерницы» и в 1867 «Русь» (народного направления). Литературная деятельность Заревича началась в 1862. Его главные повести: «Хлопска дитына» (картина народного возрождения 1848); «Сын опришка» (из жизни карпатских горцев); «Загубидуш» (соблазнение девушки-крестьянки паном) и «Бондаривна» (драма из народной песни).